# Associazione Sportiva Cecina 1994-1995
Questa pagina raccoglie le informazioni riguardanti l'Associazione Sportiva Cecina nelle competizioni ufficiali della stagione 1994-1995.

## Rosa
| N. |                   | Ruolo | Calciatore           |
| -- | ----------------- | ----- | -------------------- |
|    | Italia (bandiera) | C     | Andrea Baioni        |
|    | Italia (bandiera) | D     | Samuele Ballerini    |
|    | Italia (bandiera) | C     | Massimo Barsotti     |
|    | Italia (bandiera) | D     | Valerio Barsotti     |
|    | Italia (bandiera) | P     | Leonardo Biondi      |
|    | Italia (bandiera) | C     | Giacomo Callegari    |
|    | Italia (bandiera) | C     | Giovanni Chiummiello |
|    | Italia (bandiera) | D     | Stefano Da Mommio    |
|    | Italia (bandiera) | A     | Alessio Esposito     |
|    | Italia (bandiera) | A     | Mirco Galligani      |
|    | Italia (bandiera) | C     | Massimo Garfagnini   |

| N. |                   | Ruolo | Calciatore        |
| -- | ----------------- | ----- | ----------------- |
|    | Italia (bandiera) | D     | Riccardo Giannone |
|    | Italia (bandiera) | D     | Michele Guzzardo  |
|    | Italia (bandiera) | C     | Mauro Mariani     |
|    | Italia (bandiera) | A     | Andrea Mariano    |
|    | Italia (bandiera) | D     | Guido Pagliuca    |
|    | Italia (bandiera) | C     | Massimo Peluffo   |
|    | Italia (bandiera) | A     | Marco Prunecchi   |
|    | Italia (bandiera) | A     | Massimo Scarpa    |
|    | Italia (bandiera) | C     | Ricky Trapassi    |
|    | Italia (bandiera) | A     | Sergio Verdiani   |